# Гусимець шорстковолосистий
Гусимець шорстковолосистий (Arabis hirsuta) — вид рослин з родини капустяних (Brassicaceae), поширений у Північній Африці, Європі й Азії.

## Опис
Багаторічна трав'яниста рослина. Стебла волосисті, прості, прямостійні, 20–40 см. Прикореневі листки довгасто-зворотнояйцеподібні, цілі до зубчастих; листки стебла ланцетні, серцеподібні біля основи. Квіти зібрані в суцвіття. Пелюстки білі, зрідка рожеві, 4–5 мм. Стручки жорсткі, розміром до 65 × 1.5 мм.

## Поширення
Поширений у Північній Африці, Європі й Азії.